# 三星Gear VR
三星Gear VR是三星電子與Oculus VR合作開發並由三星製造的虛擬實境眼鏡。眼鏡於2015年11月27日發布。
在使用時，相容的三星Galaxy設備充當眼鏡的顯示器和處理器，且本身包含高視野的透鏡和旋轉跟踪的自定義慣性測量單元（IMU），它通過USB-C或微型USB連接到智慧型手機。Gear VR眼鏡的側面還包括一個觸控板和回退鈕，以及一個用於檢測眼鏡何時開啟的接近傳感器。
三星Gear VR最早是在2014年9月宣布。為了讓開發人員創建Gear VR的內容，並允許VR與技術愛好者儘早接觸到此技術，三星在發布消費者版本之前發布了Gear VR的兩個創新者版本。

## 簡介
三星Gear VR旨在與三星的旗艦智慧型手機配合使用。目前支援的機型有Galaxy S6、Galaxy S6 Edge、Galaxy S6 Edge+、三星Galaxy Note 5、Galaxy S7、Galaxy S7 Edge、Galaxy S8、Galaxy S8+、三星Galaxy Note Fan Edition、三星Galaxy Note 8、三星Galaxy A8/A8+ (2018)和三星Galaxy S9/Galaxy S9+。
Gear VR不支援Galaxy Note10、Note10+、Note10 5G和Note10+ 5G及更高版本。
可以使用眼鏡頂端的滾輪來調整焦點。觸控板位於設備右側，主頁和回退鈕位於其正上方。音量也可以通過右側的音量搖桿進行調節。USB-C埠位於眼鏡底部。
三星為該項目設定的一些關於硬體的主要目標是他們的眼鏡可以支援小於20毫秒的MTP（運動的光子）延遲以及優化硬體和核心，此外還創建了Galaxy Note 4的QHD顯示器，可在眼鏡中實現高解析度彩現。前三個型號的鏡頭視野為96°，而R323為101°。
Oculus Home是在三星Gear VR上下載和使用內容的主要設施，也是Gear VR軟件分發的主線。Gear VR的主要吸引力在基於移動虛擬實境的遊戲和模擬，況且最近人們越來越關注在科學和醫學教育中使用該設備。

## 歷史
雖然三星Gear VR消費者版是在2015年11月發布的，但三星在2005年1月就獲得了一項頭戴顯示裝置（HMD）的專利。這是最早將手機作為HMD顯示器的想法之一，然而在提交專利時，手機技術限制了質量和性能的可能程度。至今的三星仍持續在內部研究VR和HMD。
隨著2013年Galaxy S4的發布，三星組建了一個官方團隊，致力於開發可與智慧型手機配合使用的虛擬實境設備。雖然該團隊開發了多個不同的原型，但性能和顯示效果（儘管Galaxy S4具有全高清顯示器）皆尚未達標。2014年，三星與Oculus（另一個著名虛擬實境設備Oculus Rift的創造者）合作並幫助其開發。2014年9月3日，三星Gear VR在柏林IFA的三星新聞發布會上亮相（同時亮相的還有一款能夠運行它的智慧型手機Galaxy Note 4）。

### 硬體版

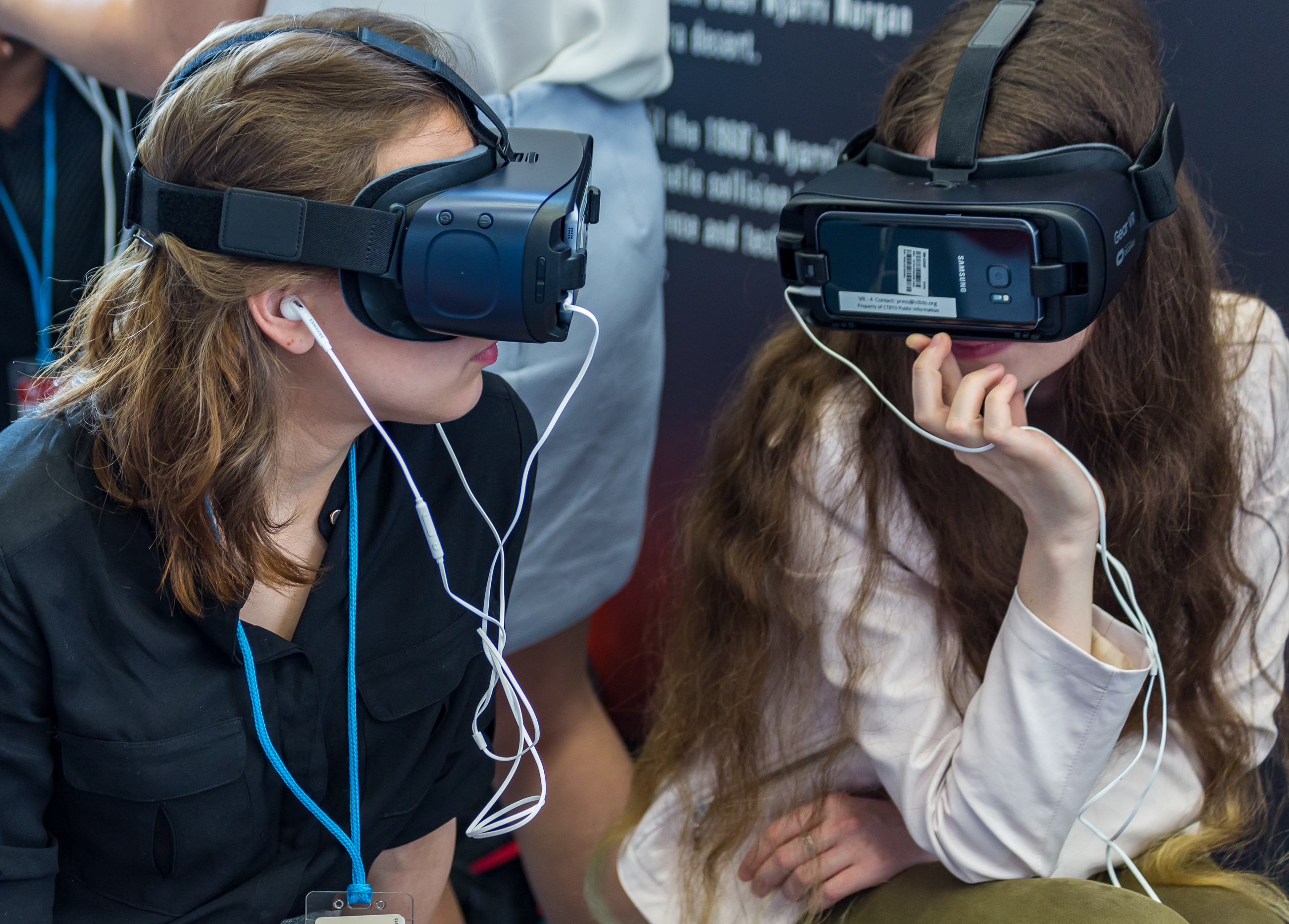
兩名佩戴三星Gear VR眼鏡的使用者

三星的第一版Gear VR，即SM-R320，於2014年12月發布。該版本只與Galaxy Note 4相容。由於該版本主要是為開發者發布的，因此可以讓他們了解設備的運作原理，而有了創建內容的能力，為該設備的消費者版本的正式發布做好準備。它還為VR與技術愛好者提供了搶先體驗該技術的機會。三星Gear VR的第二版，SM-R321，於2015年3月發布。該設備只支援Galaxy S6和Galaxy S6 Edge，還增加了一個微型USB接口，為對接的設備提供額外的電源，以及內部的一個小風扇以防止鏡頭起霧。
下一個版本，SM-R322，簡稱為三星Gear VR，於2015年11月20日發布。該設備的預購於2015年11月10日在亞馬遜、百思買和三星上線，在發布當天就已售罄。該版本與之前的迭代相比又有一些小變化，且到目前為止支援六款三星Galaxy設備：S6、S6 edge、S6 Edge+、Note 5、S7和S7 edge。它也比之前的創新者版輕了19%，有改進的人體工學和重新設計的觸控板來使它更容易導航。

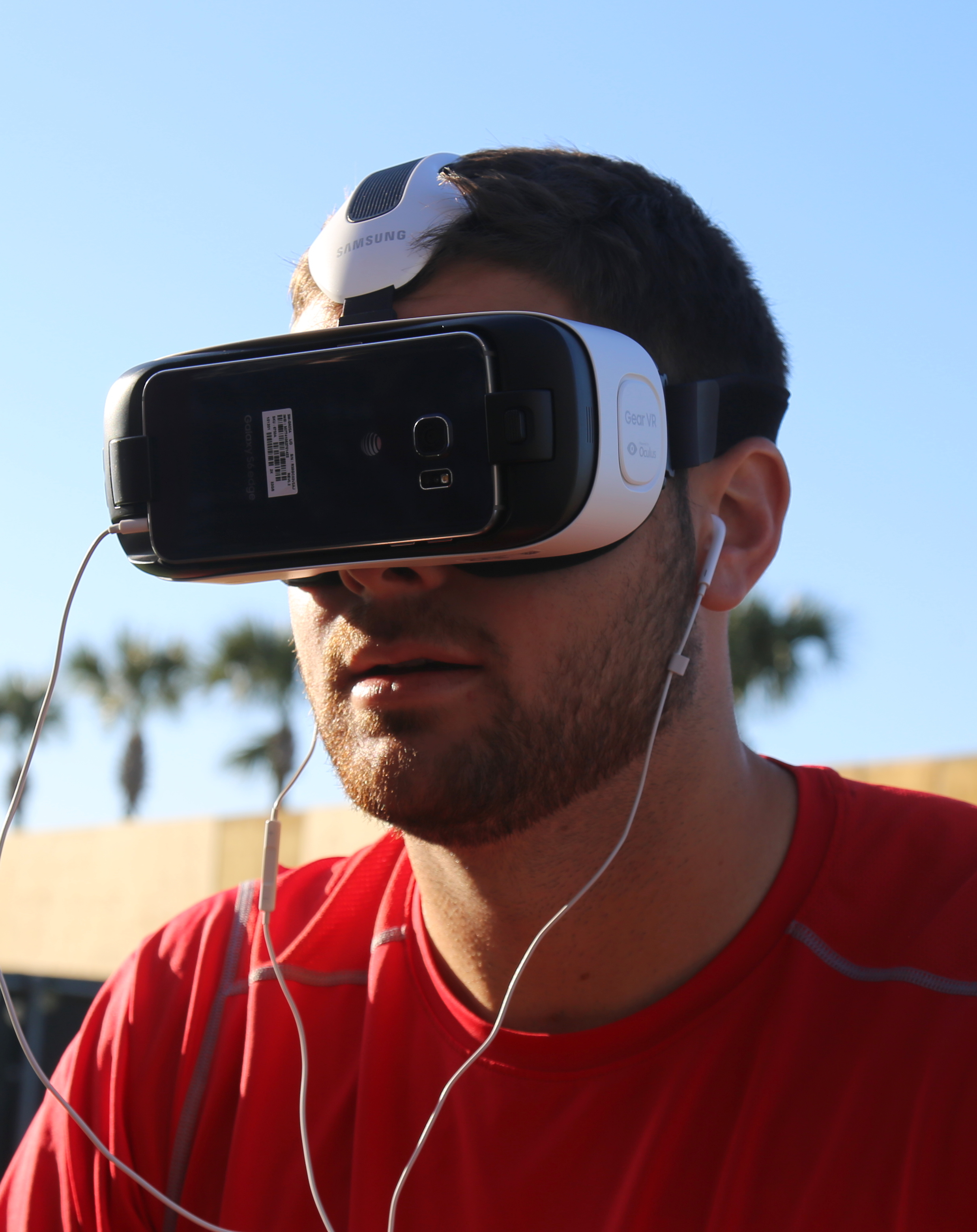
2016年，盧卡斯·吉奧里托戴著Gear VR眼鏡和Galaxy S6 Edge

型號SM-R323與三星Galaxy Note 7一起發布，並進行了一些小改動，包括改進的視野、增加的緩衝、平坦的觸控板，以及改變設備的外殼和機身來減少眩光。該型號還使用USB-C連接器而不是USB Micro-B，因此它可以連接到Note 7。該端口還能夠進行數據傳輸。提供配接器來和使用微型USB連接器的舊設備一起使用。但從2016年10月11日開始，由於智慧型手機的安全疑慮而被召回和停產，並導致Gear VR無法與Galaxy Note 7相容。
2017年3月29日，一款支援更大的Galaxy S8的更新型號SM-R324亮相，並於2017年4月21日與手機一起發布。三星還公布了一個手持式Gear VR控制器配件，它與更新的模型捆綁在一起，並將作為一個獨立的配件提供給現有設備。它仍然與現有支援的設備相容。
2017年9月15日，一款支援更大的Note 8的更新機型SM-R325亮相，並與手機同時發布，與上一款型號一樣有著控制器配件、與更新模型一起捆綁、作為獨立配件提供現有設備，且仍然與現有支援的設備相容。

### 三星停止支援
2020年5月11日，三星宣布將終止其XR應用程式的服務。服務於2020年9月30日整體終止。
隨著公告的發布，360°影片上傳和高級影片購買立即被停用。該服務的高級影片在2020年9月30日之前均可訪問。三星XR和三星VR Video客戶端也停止接收該公告的更新。

2020年6月30日，Oculus Go、Oculus Rift和Oculus Quest不再支援三星VR Video應用程式，該應用程式已從Oculus VR商店中移除。
2020年9月30日，所有三星XR用戶的帳戶被停用，相應的帳戶信息、數據以及所有已發布的影片都已從三星XR服務中刪除。三星Gear VR和Windows Odyssey不再支援三星VR Video應用程式，應用程式也已從Oculus和Microsoft Mixed Reality商店中刪除，Android設備也不再支援，並從Galaxy Store和Google Play中刪除。
Oculus（現屬Meta Platforms）仍持續支援Oculus Gear VR應用，目前可從Google Play獲得。Oculus Gear VR商店允許Facebook用戶下載數百種Oculus Gear VR體驗、遊戲、應用以及娛樂等。

## 眼鏡版本與其智慧型手機相容性列表
三星Gear VR從發布至停產一共有六種版本，不同的版本會對應到不同的手機。以下是VR眼鏡的版本與相容的智慧型手機列表：

### 三星Galaxy VR（SM-R325）
- 三星Galaxy Note 9（帶三星配接器）Galaxy Note 9僅相容Gear VR型號SM-R325NZVC***[26]
- 三星Galaxy S10+
- 三星Galaxy S10
- 三星Galaxy S10e
- 三星Galaxy S9
- 三星Galaxy S9+
- 三星Galaxy Note8
- 三星Galaxy S8
- 三星Galaxy S8+

使用配接器且為USB-C接口可用於以下型號的產品
- 三星Galaxy S6
- 三星Galaxy S6 Edge
- 三星Galaxy S6 Edge+
- 三星Galaxy Note 5
- 三星Galaxy S7
- 三星Galaxy S7 Edge
- 三星Galaxy A8
- 三星Galaxy A8 Plus
- 三星Galaxy A8 Star

### 三星Galaxy VR（SM-R324）
- 三星Galaxy S8
- 三星Galaxy S8+

使用配接器且為USB-C接口可用於以下型號的產品
- 三星Galaxy S6
- 三星Galaxy S6 Edge
- 三星Galaxy S6 Edge+
- 三星Galaxy Note 5
- 三星Galaxy S7
- 三星Galaxy S7 Edge

### 三星Galaxy VR（SM-R323）
- 三星Galaxy Note7（剛開始）

使用配接器且為USB-C接口可用於以下型號的產品
- 三星Galaxy S6
- 三星Galaxy S6 Edge
- 三星Galaxy S6 Edge+
- 三星Galaxy Note 5
- 三星Galaxy S7
- 三星Galaxy S7 Edge

### 三星Gear VR（SM-R322）
- 三星Galaxy S6
- 三星Galaxy S6 Edge
- 三星Galaxy S6 Edge+
- 三星Galaxy Note 5
- 三星Galaxy S7
- 三星Galaxy S7 edge

### 三星Gear VR（SM-R321）

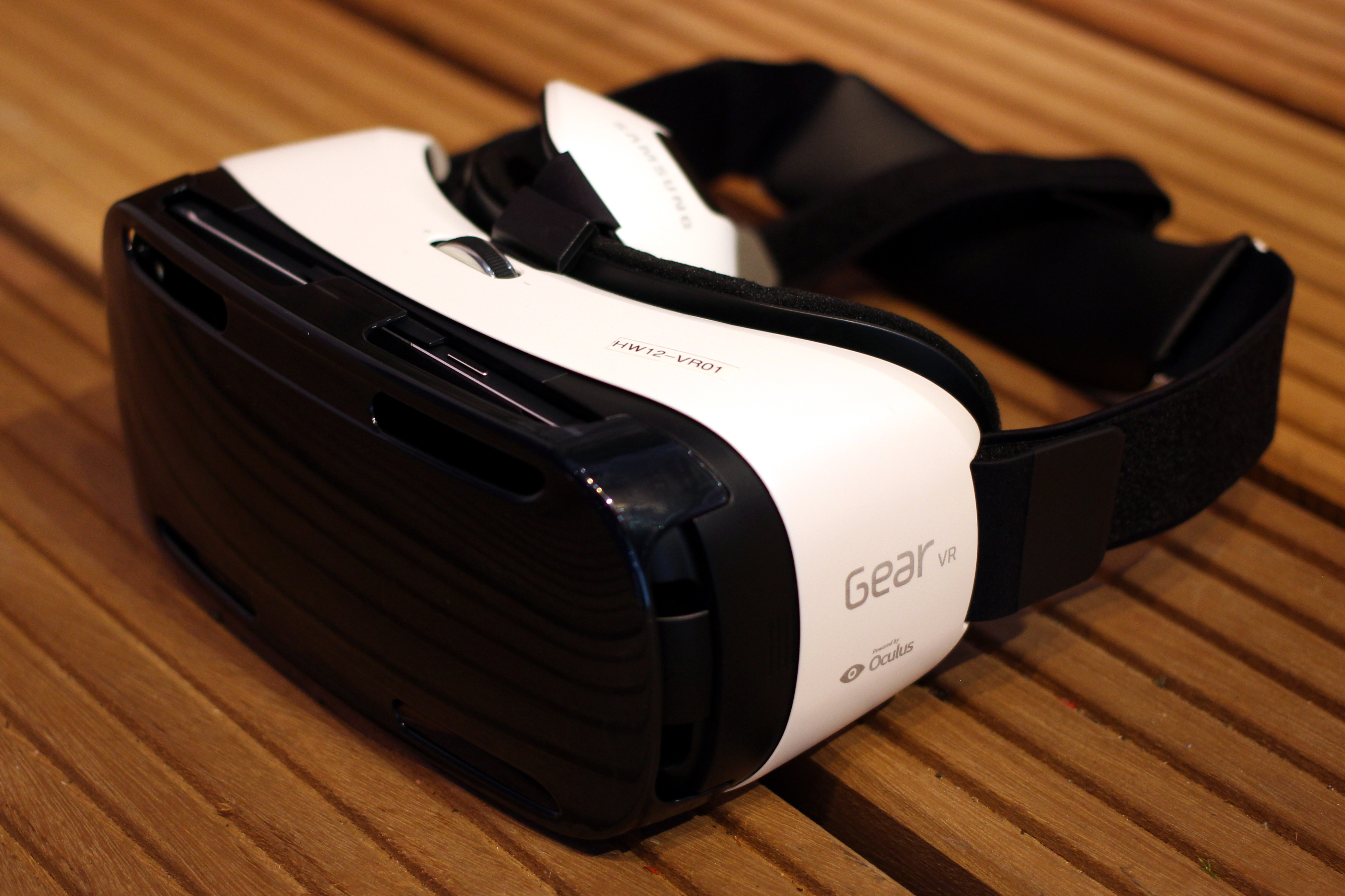
三星Gear VR SM-R320

- 三星Galaxy S6
- 三星Galaxy S6 Edge

### 三星Gear VR（SM-R320）
- 三星Galaxy Note 4

## 外部連結
- 官方网站
- Oculus Gear VR商店 （页面存档备份，存于）
- （英文）Samsung Press Release
- （英文）Oculus Press Release（页面存档备份，存于）